# Вітчизна (часопис)
«Вітчи́зна» — у минулому український літературний часопис. Був найстарішим часописом українських письменників. Проіснував з 1933 по 2012 рік.
Журнал друкував літературну критику, публіцистику, мав сатирично-гумористичну рубрику «Зенітка», розділ «Наш виставковий стенд», у якому розміщувалися розповіді про художників.

## Історія часопису
Створений у січні 1933 року у Харкові під назвою «Радянська література». Перший головний редактор — Іван Кулик. Виходив під різними назвами. Серед них: «Українська Література» — місячник, орган Спілки радянських письменників України, виходив 1941—1945 замість часопису «Радянська Література», спочатку в Уфі, з листопада 1943 у Москві, з лютого 1944 в Києві. Головний редактор — Юрій Яновський. У журналі, крім творів українських письменників і літературознавчих статей, міщено переклади західно-європейських творів. Критикований за «націоналістичні тенденції», часопис змінив редакторський склад і з 1946 взяв назву «Вітчизна».
У 1962—1985 роках головним редактором часопису був Любомир Дмитерко.
На сторінках часопису надруковано твори найвизначніших письменників сучасної української літератури: М. Рильського, П. Тичини, М. Хвильового, М. Бажана, Остапа Вишні, В. Сосюри, І. Микитенка, О. Довженка, Ю. Яновського, М. Зерова, В. Винниченка, В. Підмогильного, Є. Плужника, А. Малишка, О. Гончара, Р. Іваничука, братів Тютюнників, В. Дрозда, Д. Міщенка, Ю. Мушкетика, П. Загребельного, Л. Костенко, М. Вінграновського, Є. Гуцала, В. Захарченка та багатьох інших.
Щороку редакційною колегією часопису «Вітчизна» присуджувалася Літературна премія імені Юрія Яновського із затвердженням її рішення на президії правління Національної спілки письменників України.